# 四条家
四条家（しじょうけ、旧字体：四條家）は、藤原北家魚名流（四条流）の嫡流にあたる貴族・公家・華族。公家としての家格は羽林家、華族としての家格ははじめ伯爵家だったが、後に隆謌の勲功により侯爵家に陞爵。
直接の分家に山科家、鷲尾家、西大路家、櫛笥家、四条男爵家がある。

## 歴史

### 平安時代
贈太政大臣藤原房前の子左大臣藤原魚名の三男藤原末茂（美作守）の末裔である顕季（正三位修理大夫）を家祖として平安時代後期に成立。『尊卑分脈』によれば顕季の父は無官の師隆で、顕季は祖父の美濃守隆経の養子になった。父の家系は公卿ではなかったが、顕季の母親子は白河天皇の乳母であり、そのため従二位に昇った女性であり、彼女の威光によって、顕季は白河院政で栄進し、正三位まで登って公卿に列し、家格を大きく引き上げることに成功した。
はじめは六条とも三条とも号されたが、顕季の次男家保（従三位参議）の長男家成（正二位権中納言）の長男隆季（正二位権大納言）の代から四条と称されるようになった。四条の家名は、隆季が四条大宮に構えた邸宅によるが、大宮とも称した。
隆季は後白河法皇に重用され、正二位権大納言まで上り、これがそのまま四条家の官位の先途となった（ただし南北朝～室町期の当主隆郷以降は5人の当主が従一位まで昇っている）。なお家成の三男（隆季の弟）が鹿ケ谷事件で平家に殺害されたことで知られる権大納言藤原成親であり。家成の七男の権中納言実教が支流の山科家の祖である。
四条家の公家としての家格は羽林家、旧家、外様。
家業は庖丁道で、その料理法は四条流と称された。その経緯は『古今著聞集』巻18（飲食第28）に記載があり、保延6年（1140年）に崇徳天皇が白河上皇の元に行幸した際に盃酌があり、家成卿（隆季の父）は右兵衛督として侍していたが、包丁すべきよしの沙汰があり、拝辞したものの、ある殿上人が鯉を同卿の前に置き、主上の下命あるにより、同卿は技を披露し、群臣を感動させたのに由来するという。また笙も家業とした。

### 鎌倉～江戸時代
隆季の長男隆房（正二位権大納言）は歌人として有名である。隆房の子隆衡は後鳥羽院近臣として富威を誇った。
隆衡には右京大夫隆綱、権大納言隆親、内蔵頭隆盛などの諸子があったが、次男の隆親を家嫡とし、長男の隆綱は支流の西大路家の家祖となった。
隆親も初め次男の隆顕を家嫡としたが、父子不和に陥ると、長男の房名が家嫡となったため、鎌倉時代後期に家系は二流に分裂。隆親の孫隆資は南朝の公家大将として名高かったが、八幡の戦いで戦死。その子の隆俊も南朝に仕え、文和2年/正平8年(1353年)に足利義詮を破って京都に入ったが、まもなく奪回された。その後も各地に転戦したが、応安6/文中2年（1373年）に戦死。
また隆親の末男の隆良は支流の鷲尾家の祖となった。
一方の房名には子息があったにもかかわらず、家督は一門庶流の隆名が相続した。その五世の孫の隆量は子息が早世したために後嗣なく、中御門家から隆永を迎えて養子とする。その孫の隆益が永禄10年（1567年）没するに及んで四条家は一旦中絶するが、天正3年（1575年）冷泉為益の子で、二条家諸大夫月輪家を相続していた家賢が隆昌と改名して家名を再興。隆昌は勅勘を蒙って長らく摂津国堺で暮らしていたが、慶長6年に内大臣徳川家康の奏請で勅免が出されると、京都に帰還した。
しかし、この隆昌の勅勘中に四条家の継承者として内大臣正親町三条公兄の孫隆憲が養子に入れられており、その子隆朝は隆昌の勅免後に一家を起こすことになり、支流櫛笥家の家祖となった。
江戸時代の所領の表高は180石。屋敷は西丸太町寺町西にあった。菩提所は鞍馬口浄善寺。

### 明治以降
幕末・明治維新期の隆謌は尊皇攘夷派の公卿として国事に奔走し、七卿落ちの憂き目を遭うも王政復古で復権し、戊辰戦争には仙台追討総督、奥羽追討平潟口総督として出陣。長州藩士木梨精一郎や鳥取藩士河田景与らを参謀として指揮を執り、仙台藩を降伏に追いこむ戦功を上げた。その戦功により賞典禄300石を賜る。明治以降は陸軍軍人となり、大阪や名古屋などの鎮台司令長官を歴任して中将まで昇進。また元老院議官も務めた。また弓術に通じていたので明治天皇の弓術師範も務めた。
明治2年（1869年）6月17日の行政官達で公家と大名家が統合されて華族制度が誕生すると四条家も公家として華族に列した。明治3年12月10日に定められた家禄は、現米で279石3斗。明治9年8月5日の金禄公債証書発行条例に基づき家禄と賞典禄（実額75石）の合計354石3斗と引き換えに支給された金禄公債の額は1万6050円11銭3厘（華族受給者中272位）。明治前期の隆謌の住居は東京府本所区南二葉町にあった。当時の家扶は小西有三。
明治17年（1884年）7月7日の華族令の施行で華族が五爵制になると、大納言迄宣任の例多き旧堂上家として伯爵に叙せられた。その後隆謌の多年の軍功により明治24年（1891年）4月23日に侯爵に陞爵した。隆謌の先妻銈子は黒田長溥養女（奥平昌高十四女）、後妻の春子は土方久元伯爵養女（中井好馬娘）。
明治31年11月24日に隆謌が死去した後、長男の隆愛が侯爵位と家督を相続。隆愛も陸軍に入って騎兵少佐に進む。侯爵として無選挙で貴族院議員となり、宮内省御用掛を仰せつけられていた。隆愛夫人絲子は徳川慶喜公爵十女。
また隆謌の養子だった四条隆平は、分家して華族の男爵に叙されて四条男爵家を起こしている。
隆愛の子の3代侯爵隆徳の代の昭和前期に四条侯爵家の邸宅は東京市渋谷区代々木本町にあった。

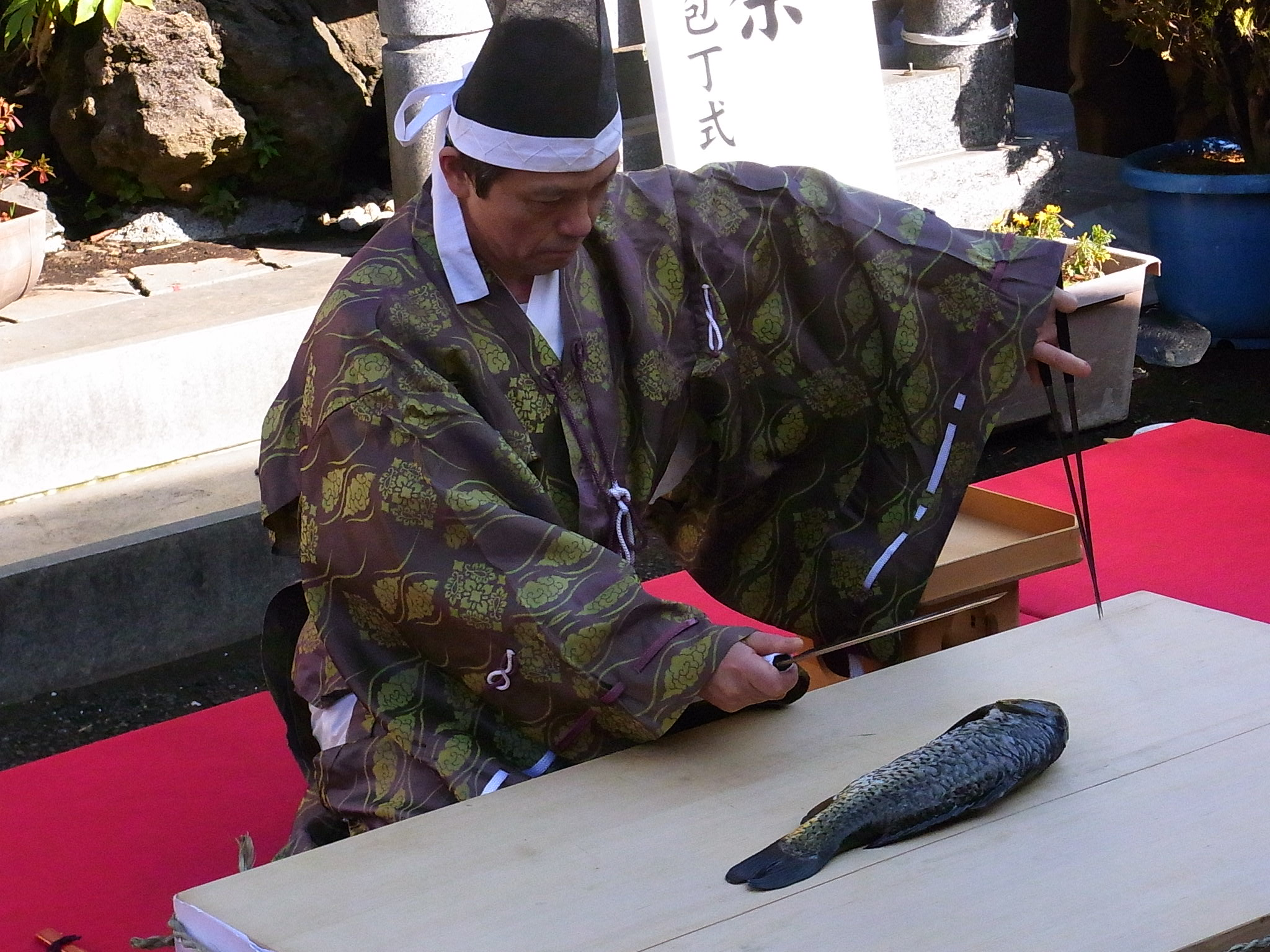
だいこく祭 四条流包丁儀式（神田明神 2010年1月10日撮影）
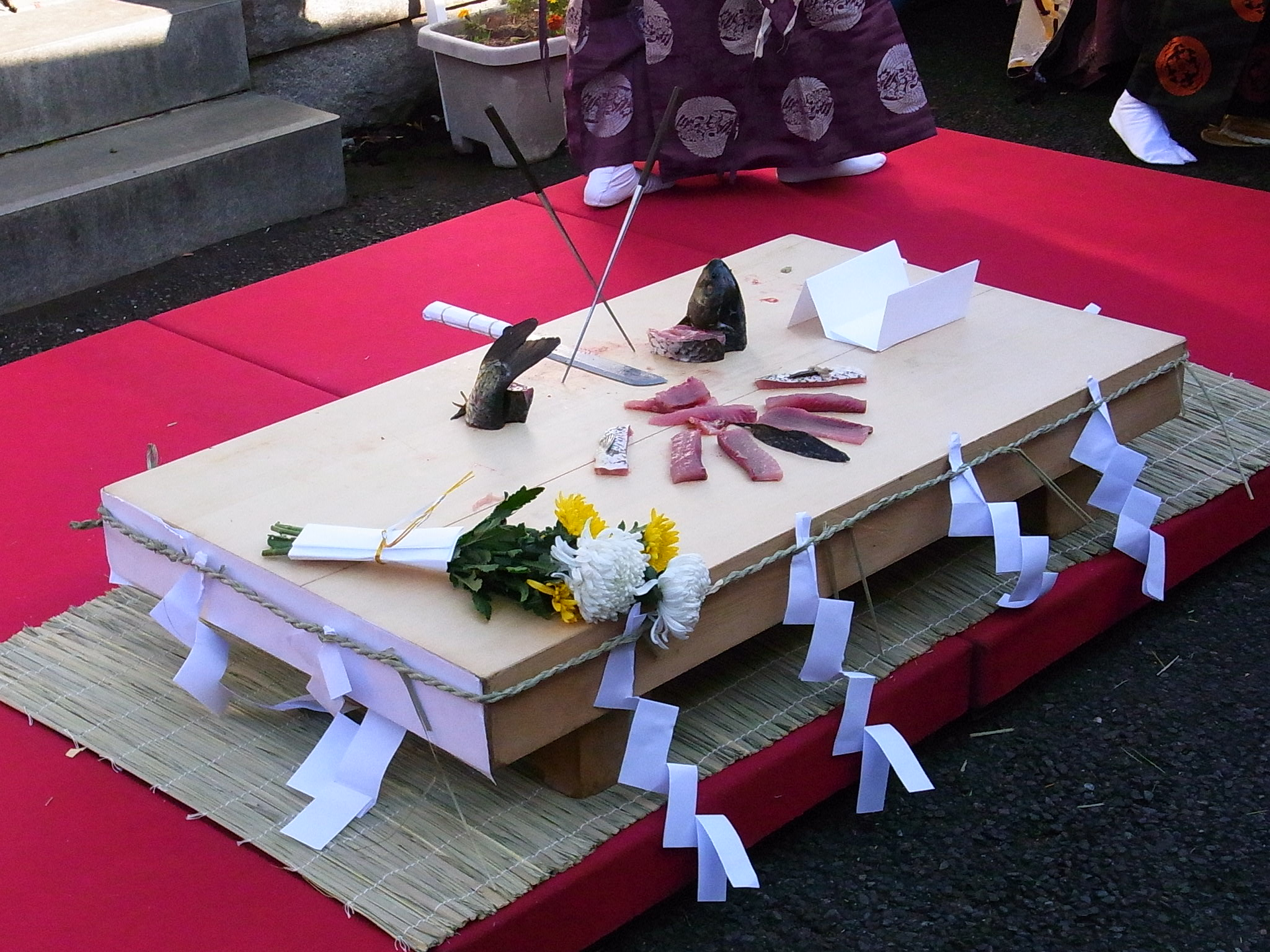
だいこく祭 四条流包丁儀式（神田明神 2010年1月10日撮影）

## 歴代当主
1. 藤原顕季（1055年 - 1123年）
2. 藤原家保（1080年 - 1136年）
3. 藤原家成（1107年 - 1154年）
4. 藤原隆季（1127年 - 1185年）
5. 藤原隆房（1148年 - 1209年）
6. 四条隆衡（1172年 - 1255年）
7. 四条隆親（1202年 - 1279年）
8. 四条房名（1229年 - 1288年）
9. 四条隆名（？ - 1322年）
10. 四条隆宗（？ - 1358年）
11. 四条隆郷（1326年 - 1410年）
12. 四条隆直（1357年 - 1436年）
13. 四条隆盛（1397年 - 1466年）
14. 四条隆量（1429年 - 1503年）
15. 四条隆永（1478年 - 1538年）
16. 四条隆重（1507年 - 1539年）
17. 四条隆益（1531年 - 1567年）
18. 四条隆昌（1556年 - 1613年）
19. 四条隆術（1611年 - 1647年）
20. 四条隆音（1637年 - 1670年）
21. 四条隆安（1663年 - 1720年）
22. 四条隆文（1689年 - 1738年）
23. 四条隆叙（1730年 - 1801年）
24. 四条隆師（1756年 - 1811年）
25. 四条隆考（1781年 - 1801年）
26. 四条隆生（1793年 - 1857年）
27. 四条隆美（1815年 - 1834年）
28. 四条隆謌（1828年 - 1898年）
29. 四条隆愛（1880年 - 1938年）
30. 四条隆徳（1907年 - 1977年）

## 支流
四条家から直接に分家した公家・華族の家として、3代当主家成の七男の権中納言実教を家祖とする山科家（羽林家、伯爵家）、6代当主隆衡の庶長子の隆綱を家祖とする西大路家（羽林家、子爵家）、7代当主隆親の末男隆良から鷲尾家（羽林家、伯爵家）、四条家の養子隆憲の子隆朝を家祖として江戸期に成立した櫛笥家（羽林家、子爵家）、権大納言四条隆生の末男で四条隆謌侯爵の養子だった四条隆平を家祖として明治期に成立した分家華族の四条男爵家などがある。
また分家からさらに分家した公家や華族の家として、山科家から杉渓家（男爵家）、若王子家（男爵家）、西大路家から油小路家（羽林家・伯爵家）、川邊家（男爵家）。櫛笥家から八条家（羽林家・子爵家）、鷲尾家から鷲尾男爵家などが誕生している